# The IT Crowd
The IT Crowd is een Britse sitcom, geschreven door de Ierse regisseur Graham Linehan en geproduceerd door Ash Atalla voor de Britse televisiezender Channel 4. Er zijn vier seizoenen van zes afleveringen bij deze serie uitgezonden en de serie werd afgesloten met een special op 27 september 2013. Op het Rose d'Or-festival van 2008 werd de serie bekroond met de Gouden Roos voor de beste sitcom.
De serie draait om het drie man sterke IT-team van Reynholm Industries, een fictieve Britse onderneming in Londen. De belangrijkste rollen in de serie, namelijk die van de teamleden, worden vertolkt door Chris O'Dowd (Roy), Richard Ayoade (Maurice Moss) en Katherine Parkinson (Jen Barber). Noel Fielding was ook geregeld in de serie te zien.
The IT Crowd was in Nederland te zien op Comedy Central (tijdens Britain's Finest). In Vlaanderen werd de serie uitgezonden op Canvas.

## Afleveringen
Seizoen 1 (2006)
1. "Yesterday's Jam"
2. "Calamity Jen"
3. "Fifty-Fifty"/"50:50"/"50/50"
4. "The Red Door"
5. "The Haunting of Bill Crouse"
6. "Aunt Irma Visits"

Seizoen 2 (2007)
1. "The Work Outing"
2. "Return of the Golden Child"
3. "Moss and the German"
4. "The Dinner Party"
5. "Smoke and Mirrors"
6. "Men Without Women"/"The Joy of Sex"

Seizoen 3 (2008)
1. "From Hell"
2. "Are We Not Men?"
3. "Tramps Like Us"
4. "The Speech"
5. "Friendface"
6. "Calendar Geeks"

Seizoen 4 (2010)
1. "Jen the Fredo"
2. "The Final Countdown"
3. "Something Happened"
4. "Italian for Beginners"
5. "Bad Boys"
6. "Reynholm vs Reynholm"/"Douglas and Divorce"

Special (2013)
1. "The Internet is Coming"

## Cast
| Acteur              | Personage        | Beschrijving                                   |
| ------------------- | ---------------- | ---------------------------------------------- |
| Chris O'Dowd        | Roy Trenneman    | IT-medewerker, oorspronkelijk Iers             |
| Richard Ayoade      | Maurice Moss     | IT-medewerker, intelligent maar sociaal inept  |
| Katherine Parkinson | Jen Barber       | hoofd IT, weet niets van computers             |
| Christopher Morris  | Denholm Reynholm | oprichter en directeur van Reynholm Industries |
| Matt Berry          | Douglas Reynholm | zoon van oprichter, neemt bedrijf over         |
| Noel Fielding       | Richmond Avenal  | IT-medewerker en goth                          |